# Güven Yalçın
Güven Yalçın (* 18. Januar 1999 in Düsseldorf) ist ein türkisch-deutscher Fußballspieler. Er steht als Leihgabe vom CFC Genua beim FC Arouca unter Vertrag und ist türkischer A-Nationalspieler.

## Karriere

### Verein
Yalçın wurde 2006 Teil der Nachwuchsabteilung von Bayer 04 Leverkusen und spielte dort bis zum Sommer 2018.
Zur Saison 2018/19 nahm er das Angebot vom türkischen Erstligisten Beşiktaş Istanbul an und wechselte als Profispieler in die Türkei. Sein Profidebüt gab am 19. August 2018 gegen BB Erzurumspor.

### Nationalmannschaft
Yalçın entschied sich für eine Länderspielkarriere in den türkischen Nationalmannschaften und debütierte hier im August 2015 mit einem Einsatz für die türkische U-17-Nationalmannschaft. Anschließend folgten auch Einsätze bei der türkischen U-19- und bei der Türkei U-21-Nationalmannschaft.